# Esoterismo islâmico

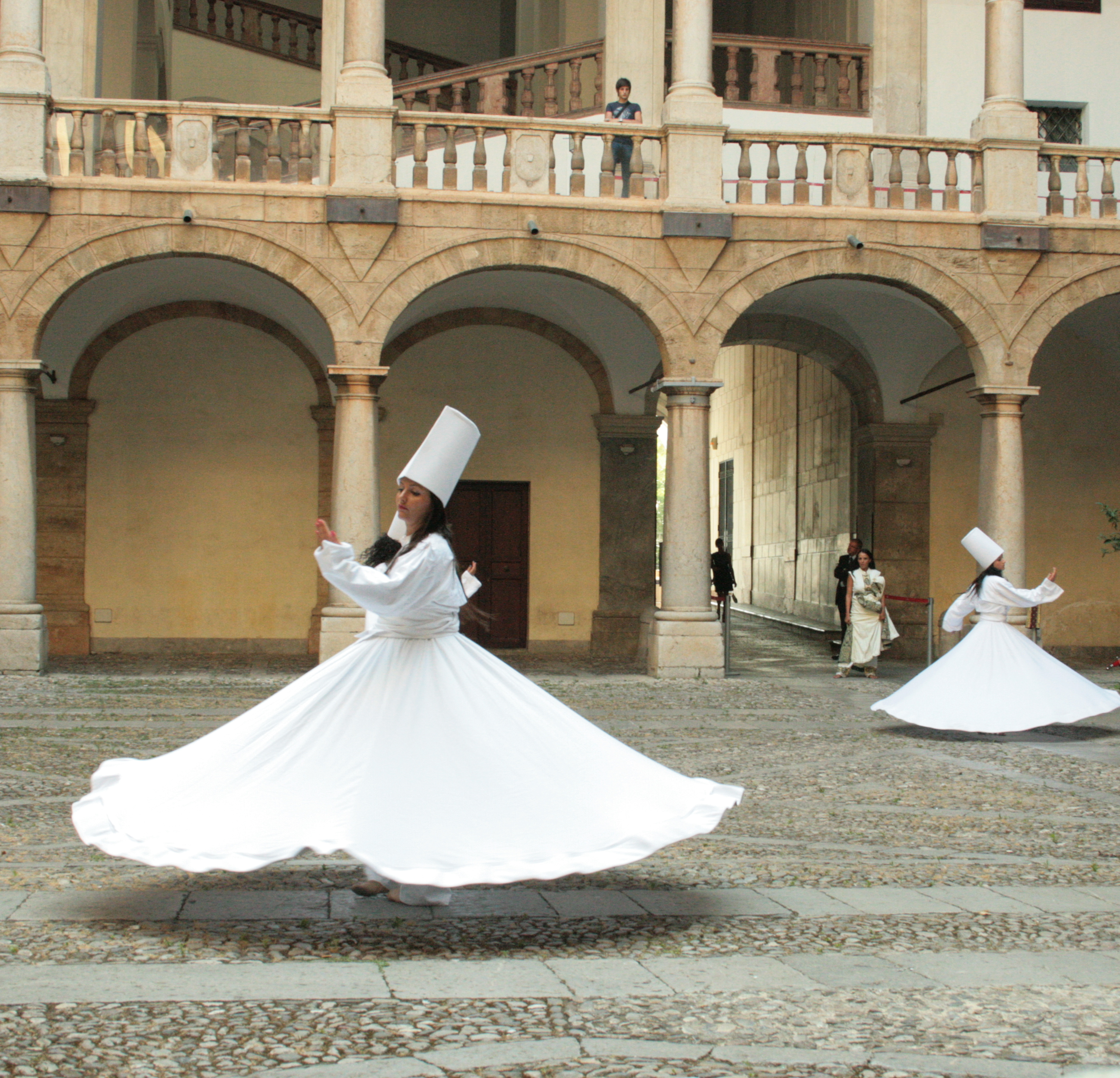
Um dervixe aderente ao Sufismo, uma doutrina esotérica islâmica

O esoterismo islâmico pode ser definido pelo conjunto de práticas, crenças e doutrinas pelas quais seus aderentes buscam um sentido místico interno (oculto) na fé islâmica, os quais não estariam abertos a todos os crentes, mas apenas aos iniciados, por analogia, como nas formas do esoterismo ocidental.
Para designar o termo esotérico, adotam-se as expressões Batiniyya (árabe : باطنية , romanizado : Bāṭiniyyah) que designa a grupos que distinguem entre um significado externo exotérico (zāhir) e um interno esotérico (bāṭin) nas escrituras islâmicas. O termo tem sido usado em particular para um tipo alegorístico de interpretação das escrituras desenvolvido entre alguns grupos xiitas, enfatizando o significado bāṭin (esotérico ou interno) dos textos. Ele foi mantido por todos os ramos do ismaelismo e também por vários grupos Drusos. Os alauitas praticaam um sistema semelhante de interpretação. Batiniyya é um epíteto comum usado para designar o Islã Ismaelitas, que foi aceito pelos próprios ismaelitas. Os escritores sunitas usaram o termo batiniyya polemicamente em referência à rejeição do significado evidente da escritura em favor de seu significado bāṭin (esotérico). Al-Ghazali, um teólogo sunita medieval, usava o termo batiniyya pejorativamente para os adeptos do ismaelismo. Alguns escritores xiitas também usaram o termo polemicamente.
Outra expressão é Bāṭin ou baten (árabe : باطن ) significa literalmente "interno", "interno", "escondido", etc. O Alcorão, por exemplo, tem um significado oculto em contraste com seu significado exterior ou aparente, o zahir (zaher). Os sufis acreditam que cada indivíduo tem uma função no mundo das almas. É o eu interior do indivíduo; quando purificado com a luz do guia espiritual de alguém, ele eleva a pessoa espiritualmente. Esta noção está conectada ao atributo de Deus do Oculto, que não pode ser visto, mas existe em todos os reinos.
Muitos pensadores muçulmanos ismaelitas enfatizaram a importância do equilíbrio entre o exotérico (zahir) e o esotérico (batin) na compreensão da fé, e explicaram que a interpretação espiritual (ta'wil) envolve a elucidação do significado esotérico (bātin) a partir do forma exotérica (zahir). Grupos muçulmanos acreditam que batin pode ser totalmente compreendido apenas por uma figura com conhecimento esotérico. Para os muçulmanos xiitas, esse é o Imã do Tempo. Em um sentido mais amplo, é o significado interno ou realidade por trás de toda a existência, o zahir sendo o mundo da forma e o significado aparente. Uma característica fundamental do ismaelismo é a coexistência do físico e do espiritual, a forma zahir (exotérica) e a essência batin (esotérica). O esotérico é a fonte do exotérico, e o exotérico é a manifestação do esotérico. Esse conceito é destacado na “Epístola do Caminho Certo”, um texto em prosa persa ismaelita do período pós-mongol da história ismaelita, de autoria anônima.
Outro ponto fundamental para o conceito de esoterismo islâmico é a interpretação esotérica do Alcorão (árabe: تأويل, romanizado: taʾwīl) é a interpretação alegórica do Alcorão ou a busca por seus significados ocultos e internos. A palavra árabe taʾwīl era sinônimo de interpretação convencional em seu uso inicial, mas passou a significar um processo de discernir seus entendimentos mais fundamentais. As interpretações esotéricas geralmente não contradizem as interpretações convencionais (neste contexto, chamadas exotéricas); em vez disso, eles discutem os níveis internos de significado do Alcorão.
As palavras taʾwil e tafsir significam aproximadamente "explicação, elucidação, interpretação e comentário"; mas do final do século VIII em diante, "taʾwil" era comumente considerado a interpretação esotérica ou mística do Alcorão, enquanto a exegese convencional do Alcorão era chamada de "tafsir". O termo batin refere-se ao significado interno ou esotérico de um texto sagrado, e zahir ao significado aparente ou exotérico. As interpretações esotéricas são encontradas nas interpretações xiitas e sunitas do Alcorão. Um hadith que afirma que o Alcorão tem um significado interno, e que esse significado interno oculta um significado interno ainda mais profundo, e assim por diante (até sete níveis sucessivos de significado mais profundo), às vezes tem sido usado para apoiar esta visão.